# Robbie Brady
Robert "Robbie" Brady (Dublin, 1992. január 14.) ír válogatott labdarúgó, a Bournemouth játékosa.

## Pályafutása

### Manchester United FC
Brady 2008 júliusában került a Manchester United ifiakadémiájára. 2010 júliusában aláírta első profi szerződését a klubbal, de az első csapatnál még nem kapott lehetőséget.
2011. július 19-én a Hull City december 31-ig kölcsönvette. Már a szezon első meccsén, a Blackpool ellen bemutatkozott. Első gólját augusztus 27-én, a Reading ellen szerezte. Jó teljesítménye miatt 2012. január 5-én a Hull az idény végéig meghosszabbította a kölcsönszerződését. Összesen 39 bajnokin segítette a csapatot, és három gólt szerzett, mielőtt visszatért volna a Manchester Unitedhez.

## Válogatott
Brady korábban tagja volt az U17-es és az U19-es ír válogatottnak is. 2010 óta játszik az U21-es csapatban. 2011. augusztus 9-én, egy Ausztria elleni barátságos meccsen két gólt is szerzett. A 2013-as U21-es Eb selejtezőin is betalált, Magyarország és Liechtenstein ellen is eredményes volt. 2012. február 16-án Írországban megkapta a legjobb U21-es játékosnak járó díjat.

## Fordítás
- Ez a szócikk részben vagy egészben  a   Robbie Brady című angol Wikipédia-szócikk fordításán alapul.  Az eredeti cikk szerkesztőit annak laptörténete sorolja fel. Ez a jelzés csupán a megfogalmazás eredetét és a szerzői jogokat jelzi, nem szolgál a cikkben szereplő információk forrásmegjelöléseként.

## Külső hivatkozások
- Robbie Brady pályafutásának statisztikái a Soccerbase oldalon (angolul)

- Brady adatlapja a Hull City AFC honlapján